# Shunkichi Hamada
Shunkichi Hamada (japonès: 浜田 駿吉)  (Minamiawaji, 19 d'octubre de 1910 - Shibuya, 7 de desembre de 2009) va ser un jugador d'hoquei sobre herba japonès que va competir durant la dècada de 1930.
El 1932 va prendre part en els Jocs Olímpics de Los Angeles, on va guanyar la medalla de plata com a membre de l'equip japonès en la competició d'hoquei sobre herba. Quatre anys més tard, als Jocs de Berlín quedà eliminat en la primera ronda de la competició d'hoquei sobre herba.